# Marco Rossetti (attore)
Marco Rossetti (Roma, 8 settembre 1985) è un attore italiano.

## Biografia
Diplomato al Centro sperimentale di cinematografia nel 2011, inizia la sua carriera artistica nel 2003 con l'opera teatrale Cronaca di un amore terrestre di Thomas Otto Zinzi, regista che lo sceglie anche l'anno successivo per La vendetta dell'amore.
Nel 2005 interpreta l'idraulico Carlo Rondelli nell'episodio "Il prezzo di una vita" della quinta stagione di Distretto di Polizia.
Nel 2006 prende parte a due opere teatrali: Un tram che si chiama desiderio di R. Felli e Confusioni di A. Papalotti.
Nel 2007 Rossetti è molto attivo a teatro con gli spettacoli: Lettere d'amore di M. Bordoni, Quel seccatore di Luca Negroni, L'Arialda di A. Papalotti e Assassinio nella cattedrale di G. B. Diotajuti. Nello stesso anno compare anche in televisione negli episodi "Un caso di coscienza" e "L'ultima rapina" della settima stagione di Distretto di Polizia, nei quali interpreta un rapinatore, e nell'episodio "Tra la vita e la morte" della terza stagione di R.I.S. - Delitti Imperfetti.
Nel 2010 esordisce al cinema con Scontro di civiltà per un ascensore a Piazza Vittorio di una giovane regista italiana, Isotta Toso; in televisione, entra a far parte del cast della serie televisiva R.I.S. Roma - Delitti imperfetti, con la regia di Fabio Tagliavia dove interpreta il ruolo del tenente Bartolomeo Dossena.
Nel 2011 è nel cast della serie R.I.S. Roma 2 - Delitti imperfetti, con la regia di Francesco Miccichè.
Nel 2014 torna in televisione, interpretando Pinuccio, il figlio di Carmine Marruso, nella serie Le mani dentro la città e, sul grande schermo, con il film Nomi e cognomi di Sebastiano Rizzo dove interpreta il giornalista Lorenzo.
Nel 2015 prende parte alla fiction Squadra mobile, con il ruolo di Riccardo Pisi. Nel 2016 interpreta Catilina nello spettacolo teatrale omonimo di C. R. Politi e partecipa a Il professionista di Tommaso Agnese.
Nel 2018 prende parte alla fiction di Rai 2 Il cacciatore, accanto a Francesco Montanari.
Nel 2021 interpreta il calciatore Daniele De Rossi nella miniserie televisiva su Sky Atlantic, Speravo de morì prima.
Nello stesso anno compare nel finale del film 7 donne e un mistero, nei panni dell’ispettore di polizia, Giovanni Ripoldi.
Nel 2022 è parte del cast della fiction di Rai 1 Doc - Nelle tue mani, nel ruolo di Damiano Cesconi.
Tra il 2023 e il 2025 è uno dei protagonisti di altre tre serie TV di Rai 1, Black Out , Un passo dal cielo e Costanza.

## Filmografia

### Cinema
- Liberiamo qualcosa, regia di Guido Tortorella (2009)
- Scontro di civiltà per un ascensore a Piazza Vittorio, regia di Isotta Toso (2010)
- L'estate sta finendo, regia di Stefano Tummolini (2013)
- Nomi e cognomi, regia di Sebastiano Rizzo (2014)
- Quando a Roma nevica, regia di Andrea Baroni - cortometraggio (2015)
- La ragazza dei miei sogni, regia di Saverio Di Biagio (2017)
- 7 donne e un mistero, regia di Alessandro Genovesi (2021)
- Giorni Felici, regia di Simone Petralia (2023)

### Televisione
- Distretto di Polizia 5, regia di Lucio Gaudino - serie TV, episodio 5x21 (2005)
- R.I.S. 3 - Delitti imperfetti, regia di Pier Belloni - serie TV, episodio 3x07 (2007)
- Distretto di Polizia 7, regia di Alessandro Capone – serie TV, episodi 7x15-7x18-7x19 (2007)
- R.I.S. Roma - Delitti imperfetti, regia di Fabio Tagliavia e Francesco Miccichè - serie TV (2010-2012)
- Le mani dentro la città, regia di Alessandro Angelini - serie TV (2014)
- The Cide, regia di L. Corvino (2015)
- Squadra mobile, regia di Alexis Sweet - serie TV (2015-2017)
- Il cacciatore, regia di Davide Marengo, Stefano Lodovichi e Fabio Paladini - serie TV, 28 episodi (2018-2021)
- Sbirranza, regia di Fabrizio Accettulli (2018)
- Speravo de morì prima, regia di Luca Ribuoli - miniserie TV (2021)
- Buongiorno, mamma!, regia di Giulio Manfredonia - serie TV, episodio Per chi batte il tuo cuore (2021)
- A casa tutti bene - La serie, regia di Gabriele Muccino – serie TV (2021–in corso)
- Doc - Nelle tue mani, regia di Jan Maria Michelini e Ciro Visco - serie TV (2022-in corso)
- Odio il Natale, regia di Davide Mardegan e Clemente De Muro - serie TV (2022)
- Black Out, regia di Riccardo Donna, Fabio Resinaro e Nico Marzano - serie TV (2023-2025)
- Un passo dal cielo, regia di Enrico Ianniello - serie TV (2023-in corso)
- Costanza, regia di Fabrizio Costa - serie TV (2025)

## Teatro
- Cronaca di un amore terrestre, regia di Thomas Otto Zinzi (2003)
- La vendetta dell'amore, regia di Thomas Otto Zinzi (2004)
- Un tram che si chiama desiderio, regia di R. Felli (2006)
- Confusioni, regia di A. Papalotti (2006)
- Lettere d'amore, regia di M. Bordoni (2007)
- Quel seccatore, regia di L. Negroni (2007)
- L'Arialda, regia di A. Papalotti (2007)
- Assassinio nella cattedrale, regia di G. Diotajuti (2007)
- Il cilindro, regia di R. Felli (2008)
- L'estasi dell'Anima, regia di R. Felli (2010)
- Love's Kamikaze, regia di C. Boccaccini (2015)
- Il professionista, regia di Tommaso Agnese (2016)
- Catilina di Claudio Romano Politi (2016)
- Saved, regia di G. Merolli (2017)

## Videoclip
- Parole di ghiaccio di Emis Killa, regia di Saku (2012)
- A mano a mano di Rino Gaetano, regia di Andrea Labate (2019)